# Buguruslan
Buguruslan - Бугуруслан (rus) - és una ciutat de l'óblast d'Orenburg, a Rússia. Es troba a la vora del riu Bolxoi Kinel, un afluent del Samara.

## Història

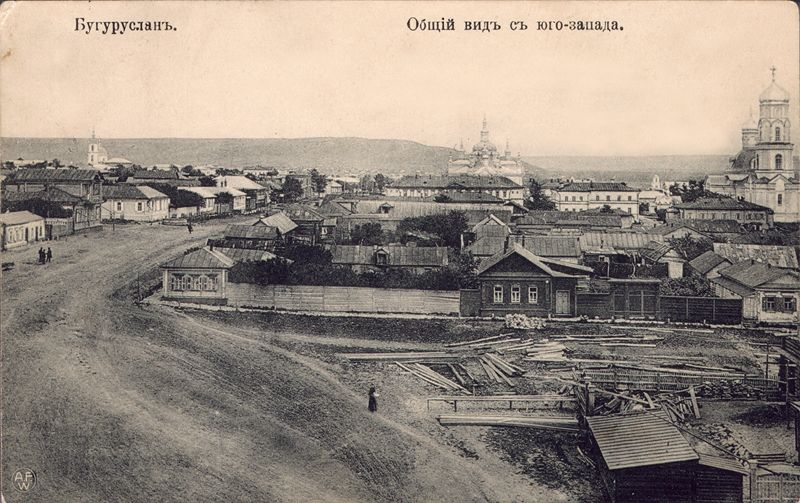
Buguruslan a començaments del.

La seva fundació oficial es remunta al 1748, en establir-s'hi per decret tot de camperols i artesans russos d'un poble baixkir preexistent. El 1781 Buguruslan accedí a l'estatus de ciutat com a centre de l'uiezd d'Ufà.
L'arribada del ferrocarril el 1888 permeté el desenvolupament de la indústria.
El 1934, amb ocasió d'una reforma administrativa, la ciutat fou integrada a l'óblast d'Orenburg, convertint-se en centre administratiu d'un raion.
Després del descobriment de jaciments de petroli als voltants de Buguruslan, el 1937 començà a desenvolupar-se la indústria de l'extracció petrolera. Aquesta indústria continua representant el principal sector econòmic de la ciutat. Altres indústries destacables són les serradores i les fàbriques de parts d'automòbils.